# Tournon-Saint-Pierre
Tournon-Saint-Pierre es una población y comuna francesa, situada en la región de  Centro, departamento de Indre y Loira, en el distrito de Loches y cantón de Preuilly-sur-Claise.

## Demografía
| 356 | 361 | 353 | 454 | 619 | 569 | 595 | 613 | 640 | 642 | 700 | 730 | 811 | 782 | 840 | 762 | 810 | 717 | 711 | 703 | 709 | 716 | 719 | 696 | 671 | 635 | 650 | 644 | 608 | 574 | 593 | 514 | 513 |
| Para los censos de 1962 a 1999 la población legal corresponde a la población sin duplicidades (Fuente: INSEE [Consultar]) |     |     |     |     |     |     |     |     |     |     |     |     |     |     |     |     |     |     |     |     |     |     |     |     |     |     |     |     |     |     |     |     |